# Processo del solfuro di Girdler
Il processo del solfuro di Girdler è un metodo usato industrialmente per la produzione dell'acqua pesante (ossido di deuterio).

Questo metodo si basa su uno scambio isotopico tra l'acido solfidrico e l'acqua e utilizza per le sue numerose fasi, una grande quantità di energia. Il metodo sviluppato per la produzione dell'acqua pesante è dovuto a Karl-Hermann Geib e Jerome S. Spevack e la Girdler fu la società che costruì il primo impianto di produzione.

## Attrezzatura
Sono necessarie due colonne, riscaldate rispettivamente a 30 e a 130 °C.

## Procedimento
Data la piccola differenza di temperatura di ebollizione tra l'acqua leggera (100 °C) e l'acqua pesante (101.4 °C), il processo di separazione è piuttosto lungo e richiede colonne di distillazione con molti piatti di separazione e forte riflusso.
Il gas di solfuro di idrogeno ( H2S ) è fatto circolare in un circuito chiuso per mezzo di una pompa tra la torre fredda mantenuta a 30 °C e la torre calda a 130 °C.
L'acqua demineralizzata alimenta la torre fredda dove avviene la migrazione del deuterio dal gas solfuro di idrogeno in acqua liquida. L'acqua così "arricchita" nella torre fredda passa alla torre calda dove il deuterio si trasferisce al gas di idrogeno solforato.
Dopo molti cicli di separazione si riesce ad ottenere acqua arricchita tra il 15% ed il 20 %.
Per ottenere arricchimenti superiori al 99% è necessario utilizzare unità di distillazione sottovuoto.